# Peter Björklund
Stig Peter Björklund, född 7 maj 1965 i Västra Frölunda, Göteborg, är en svensk trumslagare och multimusiker..

## Biografi
Peter Björklund följde i de yngre tonåren med Cristian Odin vid vännens provspelning med Attentat 1979. Egentligen i grunden gitarrist, men blev erbjuden platsen som trumslagare efter att Attentats förste trummis, Dag Wetterholm, lämnat bandet tidigt 1979. Började som 14-åring att turnera med Attentat och har medverkat på samtliga skivinspelningar från gruppens andra singel och fram till och med ”Nerv” 1992. Spelade med bandet vid de olika comebackerna, men beslöt efter 2010 att koncentrera sig på låtskrivande.
Efter att Attentat la ner 1986 kom Peter Björklund att bli trumslagare i Camouflage, senare Tapirerna, och Göteborgssångerskan Annika Blennerheds band.